# Мадебейкін Іван Миколайович
Іван Миколайович Мадебейкін (нар. 20.02.1934, Чувашія) — російський зоотехнік-бджоляр. Доктор сільськогосподарських наук, професор Чуваської державної сільгоспакадемії. Заслужений працівник сільського господарства Чуваської Республіки (2000), однією з найважливіших складових якого є бджільництво.
Закінчив Чуваський сільськогосподарський інститут (1958) та аспірантуру НДІ бджільництва (1966). Працював зоотехніком у колгоспі, с. н. співробітником НДІ бджільництва (1961-73), асистентом і доцентом альма-матер (1973-95), звання доцента отримав у 1988 р. У 1995—2000 рр. с. н. співробітник відділу соціально-економіч. досліджень ЧДІГН, а з 2002 р. професор кафедри загальної та приватної зоотехнії Чуваської сільгоспакадемії. Докт. дисертацію захистив у 2002 р. на тему «Теорія і практика використання медоносних бджіл і кормової бази бджільництва в умовах Чуваської Республіки».
Син Ігор Мадебейкін — кандидат біологічних наук, також викладач Чуваської сільгоспакадемії.
Основні праці присвячені бджільництву. Автор понад 300 наук. робіт, у тому числі 8 монографій. Автор книг «Бджільництво Чувашії», «Бджільництво та джмільництво Чувашії».